# Margarodes similis
Margarodes similis är en insektsart som beskrevs av Morrison 1924. Margarodes similis ingår i släktet Margarodes och familjen pärlsköldlöss. Inga underarter finns listade i Catalogue of Life.